# Vidrga
Vidrga este o localitate din comuna Zagorje ob Savi, Slovenia, cu o populație de 97 de locuitori.